# Piotr Hallmann
Piotr Hallmann, född 25 augusti 1987 i Gdynia, är en polsk MMA-utövare som 2013–2015 tävlade i organisationen Ultimate Fighting Championship.

## Tävlingsfacit (UFC)
| Resultat | Facit | Motståndare        | Metod                         | Evenemang                                | Datum             | Rond | Tid  | Plats          | Notering |
| -------- | ----- | ------------------ | ----------------------------- | ---------------------------------------- | ----------------- | ---- | ---- | -------------- | -------- |
| Förlust  | 15–5  | Alex Oliveira      | KO (slag)                     | UFC Fight Night: Belfort vs. Henderson 3 | 7 november 2015   | 3    | 0:51 | São Paulo      |          |
| Förlust  | 15–4  | Magomed Mustafajev | TKO (matchläkaren avbryter)   | UFC Fight Night: Jędrzejczyk vs. Penne   | 20 juni 2015      | 2    | 3:24 | Berlin         |          |
| Förlust  | 15–3  | Gleison Tibau      | Domslut (delat)               | UFC Fight Night: Bigfoot vs. Arlovski    | 13 september 2014 | 3    | 5:00 | Brasília       |          |
| Vinst    | 15–2  | Yves Edwards       | Submission (rear-naked choke) | UFC Fight Night: Henderson vs. Khabilov  | 7 juni 2014       | 3    | 2:31 | Albuquerque    |          |
| Förlust  | 14–2  | Al Iaquinta        | Domslut (enhälligt)           | UFC Fight Night: Machida vs. Munoz       | 26 oktober 2013   | 3    | 5:00 | Manchester     |          |
| Vinst    | 14–1  | Francisco Trinaldo | Submission (kimura)           | UFC Fight Night: Teixeira vs. Bader      | 4 september 2013  | 2    | 3:50 | Belo Horizonte |          |